# Ruta 4 (Urugvaj)
Ruta 4 je državna cesta u Urugvaju. Prema zakonskoj odredbi iz 1975. posvećena je nacionalnom junaku i borcu za neovisnost Andrésu Artigasu.
Povezuje mjesto Villa Elisa i grad Artigas uz granicu s Brazilom, ali ne cjelovito već u dva dijela. Prvi dio odvaja se kod Rute 5 u departmanu Durazno i završava kod Rute 20 kod departmana Río Negro. Drugi, duži dio, započinje kod Rite 90 u departmanu Paysandú i završava spajajući se s prvim dijelom ceste kod grada Artigasa.
Ukupna dužina oba dijela ceste iznosi 330 kilometara (210 milja).